# 迈克·利文斯顿
迈克·利文斯顿（英語：Mike Livingston，1948年9月21日—），美国男子赛艇运动员。他曾代表美国参加1972年夏季奥林匹克运动会赛艇比赛，获得男子八人单桨有舵手银牌。

## 家庭
哥哥克利夫·利文斯顿。